# Komitet Geofizyki Polskiej Akademii Nauk
Komitet Geofizyki Polskiej Akademii Nauk – jeden z komitetów Polskiej Akademii Nauk, utworzony w 1952 r.
Komitet zajmuje się naukami geofizycznymi – fizyką wnętrza Ziemi, fizyką atmosfery, hydrologią i hydrodynamiką oraz geofizyką stosowaną.
W roku 2018 w skład Komitetu wchodziło 46 członków, w tym 36 przedstawicieli PAN i 13 pracowników szkół wyższych. Komitet wydaje czasopisma Przegląd Geofizyczny i Acta Geophysica.
W lipcu 2009 Komitet opublikował „Stanowiska Komitetu Geofizyki PAN w sprawie współczesnej zmiany klimatu”, potwierdzone i wzmocnione w „Stanowisku Komitetu Geofizyki PAN w sprawie postępującej zmiany klimatu” z roku 2018.